# Pascal Bader
Pascal Bader (Zürich, 24 september 1982) is een Zwitserse voetballer (verdediger) die sinds 2009 voor het Liechtensteinse FC Vaduz uitkomt. Vaduz speelt in de Axpo Super League, de Zwitserse hoogste divisie. Voordien speelde hij onder andere voor FC Baden en FC Luzern.

## Carrière
- 2003: FC Solothurn
- 2004-2005: FC Baden
- 2005-2008: FC Luzern
- 2008-2009: VfR Aalen
- 2009-heden: FC Vaduz